# La Brigade volante (film)
Pour les articles homonymes, voir La Brigade volante.
Pour plus de détails, voir Fiche technique et Distribution.
La Brigade volante (Sweeney!) est un film britannique réalisé par David Wickes et sorti en 1977. Il a pour suite Le Gang de la terreur arrive (en) (Sweeney 2) de Tom Clegg (en). Les deux films sont un prolongement de la série télévisée Regan (The Sweeney) diffusée de 1975 à 1978 sur ITV.

## Synopsis
l'inspecteur Ravelli prend en chasse le meurtrier de sa compagne pour la venger.

## Fiche technique
- Titre original : Sweeney!
- Titre français : La Brigade volante[1]
- Réalisation : David Wickes
- Scénario : Ranald Graham d'après le roman The Sweeney de Ian Kennedy-Martin
- Musique : Denis King
- Producteur : Ted Childs, Lloyd Shirley, George Taylor
- Société de production : Euston Films
- Durée : 89 minutes
- Technicolor
- Genre : Film d'action, film policier, drame
- Dates de sortie :
  - Royaume-Uni : janvier 1977
  - France : 18 octobre 1978[1]

## Distribution
- John Thaw : Jack Regan
- Dennis Waterman : George Carter
- Barry Foster : Elliott McQueen
- Ian Bannen : Charles Baker
- Colin Welland : Frank Chadwick
- Diane Keen : Bianca Hamilton
- Michael Coles : Johnson
- Joe Melia : Ronnie Brent
- Brian Glover : Mac
- Lynda Bellingham : Janice Wyatt